# بلدية عتيقة
بلدية عتيقة، هي إحدى بلديات مدينة الرياض في المملكة العربية السعودية

## موقعها
تقع بلدية عتيقة في الجزء الجنوبي الغربي من مدينة الرياض،وقد تم إنشاؤها في شهر شعبان من عام 1397هـ.

## الأحياء التي تشملها بلدية عتيقة
- عتيقة والأحياء الشعبية المجاورة
- صياح
- الجرادية
- بطيحاء آل عمران
- القرينة
- سلطانة
- السويدي
- شبرا
- الدريهمية
- الشفا
- النزهة
- الزهرة
- منطقة الكيلو.[1]

## أقسام البلدية الفرعية ونشاطاتها
- القسم الصحي
- قسم الشؤون المالية والإدارية
- قسم النظافة
- قسم الصيانة والمعدات والورشة
- قسم المبيدات الحشرية
- قسم المساحة القسم الفني
- قسم الحفريات
- قسم الدوريات العامة.[2]

## أبرز الأسواق التجارية
- سوق عتيقة المركزي: تم إنشاء سوق عتيقة المركزي للخضار والفواكه في عام 1394هـ نتيجة للإقبال الشديد على أسواق المقيبرة القديمة، والتي في ذلك الوقت لم تكن كافية لاستيعاب المنتجات الزراعية الوطنية والمستوردة، وليس مشهوراً في الرياض فحسب بل على مستوى المملكة عامة حيث يستقبل المنتوجات الزراعية من داخل المملكة وخارجها.
- المنطقة الصناعية: تقع جنوب معارض طريق الحجاز، وتبلغ مساحتها الإجمالية 698775 متر مربع، ولقد أقامتها مدينة الرياض انطلاقاً من حرصها على توفير الراحة للمواطنين، لذلك انشأتها بعيداً عن المناطق السكنية، وتحد هذه المنطقة أربعة شوارع رئيسية تمت سفلتتها وإمدادها بالخدمات العامة، وتشغيلها بالورش طبقاً للمواصفات اللازمة.
- معارض السيارات: تقع في الجزء الجنوبي من طريق الحجاز العام في المخطط المعتمد برقم 1544، وتقع على مساحة 100,000 متر مربع، ويوجد ضمن المنطقة مساحة مخصصة لحراج السيارات بمساحة 10800متر مربع، وتم إيصال كافة الخدمات إلى منطقة معارض السيارات.
- منطقة المستودعات: تقع غرب معارض السيارات، وتبلغ مساحتها الإجمالية 2207017 متر مربع، وتم إنشاؤها بإشراف إدارة تخطيط مدينة الرياض طبقاً لشروط السلامة حيث تمت سفلتتة كافة الشوارع الرئيسية والفرعية المحيطة بها تسهيلاً لانسياب حركة نقل البضائع من وإلى المستودعات، وقد روعي في اختيار هذه المنطقة البعد عن المناطق السكانية حتى لا يلحق أي ضرر للسكان.[3]

## المرافق العامة
- حديقة السويدي
- ملعب أطفال حي الشفا
- ملعب أطفال حي صياح
- ملعب أطفال حي شبرا
- ملعب أطفال حي الزهرة.[4]

## مشاريع وزارة المواصلات
- تقاطع الطريق الدائري بطريق مكة المكرمة
- المرحلة الأولى من الضلع الغربي
- طريق الرياض ديراب.[5]

## انظر ايضاً
- الرياض
- بلدية العريجاء

## وصلات خارجية
- بلدية عتيقة في الرياض.